# Đội tuyển Fed Cup Colombia
Đội tuyển Fed Cup Colombia đại diện Colombia ở giải đấu quần vợt Fed Cup và được quản lý bởi Liên đoàn quần vợt Colombia.  Đội hiện tại thi đấu ở Nhóm I khu vực châu Mỹ.

## Đội hình hiện tại (2017)
- Mariana Duque Mariño
- María Fernanda Herazo
- Emiliana Arango
- María Camila Osorio Serrano

## Lịch sử
Colombia tham gia kì Fed Cup đầu tiên vào năm 1972.  Thành tích tốt nhất của họ là vào đến Nhóm Thế giới các năm 1994 và 2003.